# Čelechovice na Hané
Čelechovice na Hané település Csehországban, a Prostějovi járásban. Čelechovice na Hané Olšany u Prostějova, Smržice, Slatinky, Stařechovice, Kostelec na Hané és Lutín településekkel határos. Lakosainak száma 1316 fő (2024. január 1.).

## Népesség
A település lakosságának változását az alábbi diagram mutatja:
| Lakosok száma | 1026 | 1426 | 1805 | 1593 | 1382 | 1180 | 1327 | 1327 | 1306 | 1316 |
|               | 1869 | 1890 | 1921 | 1950 | 1980 | 2001 | 2017 | 2019 | 2022 | 2024 |